# Нижние Кугурешты
Нижние Кугурешты также Кухурештий де Жос (рум. Cuhureştii de Jos) — село в Флорештском районе Молдавии. Является административным центром коммуны Нижние Кугурешты, включающей также село Ципордей.

## География
Село расположено на высоте 214 метров над уровнем моря.

## Население
По данным переписи населения 2004 года, в селе Кухурештий де Жос проживает 1835 человек (870 мужчин, 965 женщин).
Этнический состав села:
| Национальность | Число жителей | Процентный состав |
| -------------- | ------------- | ----------------- |
| молдаване      | 1814          | 98,86             |
| русские        | 9             | 0,49              |
| румыны         | 7             | 0,38              |
| болгары        | 3             | 0,16              |
| украинцы       | 2             | 0,11              |
| Всего          | 1835          | 100 %             |

## Известные уроженцы
- Юстин Штефан Фрэциман (Iustin Ştefan Frăţiman) — румынский историк, член-корреспондент Румынской Академии.